# Dysphylia
Dysphylia is een geslacht van vlinders van de familie snuitmotten (Pyralidae), uit de onderfamilie Phycitinae.

## Soorten
- D. asperella Ragonot, 1893
- D. malagasella Viette, 1964
- D. viridella Ragonot, 1888